# Norbert Eimer
Norbert Eimer (* 19. März 1940 in Trautenau; † 3. Februar 2021) war ein deutscher Politiker (FDP).

## Werdegang
Eimer absolvierte eine Lehre zum Stahlformenbauer und studierte im Anschluss Maschinenbau. Nach dem Abschluss zum Ingenieur arbeitete er 1973 als Angestellter. Bereits 1962 wurde er Mitglied der Deutschen Jungdemokraten und 1970 schließlich der FDP. Er war Kreisvorsitzender der FDP in Fürth und gehörte der Programmkommission für die Freiburger Thesen zur Gesellschaftspolitik an. Außerdem war er von 1977 bis 1991 Mitglied im bayerischen FDP-Landesvorstand.
Eimer zog bei der Bundestagswahl 1976 über die FDP-Landesliste in Bayern in den Deutschen Bundestag ein und gehörte diesem durchgängig bis 1994 an. Bis 1987 war er Mitglied im Ausschuss für Jugend, Familie und Gesundheit. Von 1987 bis 1990 war er im Ausschuss für Jugend, Familie, Frauen und Gesundheit und in den letzten vier Jahren seiner Abgeordnetenlaufbahn im Ausschuss für Familie und Senioren tätig. Bis April 1978 war er stellvertretendes Mitglied des Ausschusses für innerdeutsche Beziehungen und von April 1978 bis Juni 1979 des Haushaltsausschusses. Danach war er noch bis Oktober 1992 stellvertretendes Mitglied des Ausschusses für Arbeit und Sozialordnung.
Eimer gehörte von 1985 bis 1990 dem Beirat der Friedrich-Naumann-Stiftung für die Freiheit an.
Unterlagen aus der Tätigkeit Eimers für die FDP und als Mitglied des Deutschen Bundestages befinden sich im Archiv des Liberalismus der Friedrich-Naumann-Stiftung für die Freiheit in Gummersbach.
Anfang 2021 verstarb Eimer nach langer Krankheit.

## Auszeichnungen
- 1986: Bundesverdienstkreuz am Bande
- 1991: Bayerischer Verdienstorden